# Liste der Bodendenkmale in Moisburg
In der Liste der Bodendenkmale in Moisburg sind alle Bodendenkmale der niedersächsischen Gemeinde Moisburg aufgelistet. Die Quelle ist der Denkmalatlas Niedersachsen. Der Stand der Liste ist der 28. Oktober 2024.

## Allgemein
In den Spalten finden sich folgende Informationen des Bodendenkmales :
- Lage        : geographische Koordinaten
- Bezeichnung : Bezeichnung lt. Denkmalatlas
- Beschreibung: Beschreibung lt. Denkmalatlas
- ID          : Objekt-ID
- Bild        : Bild, ggf. zusätzlich mit Link zu weiteren Fotos im Medienarchiv Wikimedia Commons.

## Moisburg
| Lage                        | Bezeichnung             | Beschreibung | ID       | Bild           |
| --------------------------- | ----------------------- | --- | -------- | -------------- |
| 53° 24′ 34″ N, 9° 41′ 58″ O | Moisburg 2, Grabhügel   | Ehemals groß, rund, Durchmesser 15 m. Das Lüneburger Denkmalinventar vom Ende des 19. Jh. spricht auch von Steineinbauten. Oberseite wurde deutlich und großflächig abgeplattet, die Hügelböschung wohl durch weitere Abgrabungen steil nachgearbeitet. Sicher ist, dass dieser Hügel mindestens vom 16. bis in das 18. Jah. als Gerichtsstätte und Galgenstandort diente. | 28959857 | BW             |
| 53° 25′ 11″ N, 9° 42′ 50″ O | Moisburg 15, Grabhügel  | | 28959859 | BW             |
| 53° 25′ 10″ N, 9° 42′ 50″ O | Moisburg 16, Grabhügel  | Sehr flach, Durchmesser ehemals 12 m und 0,6 m Höhe. Am O-Rand ältere Bodenentnahme, W-teil ist modern zerstört worden. | 28959860 | BW             |
| 53° 23′ 18″ N, 9° 43′ 32″ O | Moisburg 17, Grabhügel  | Flach mit alter Eingrabung in der Mitte. Nordseite liegt im beackerten Bereich und größtenteils planiert. Durchmesser 15 m, erhaltene Höhe 0,7 m. | 28959861 | BW             |
| 53° 23′ 18″ N, 9° 43′ 26″ O | Moisburg 21, Grabhügel  | Ehemals rund, ca. 15 m Durchmesser. Erhalten ist ein Rest des westlichen Hügelsaums, der Rest wurde bei Anlage eines Feldwegs einplaniert. | 28959862 | BW             |
| 53° 23′ 52″ N, 9° 42′ 52″ O | Moisburg 22, Grabhügel  | Kräftig gewölbt, rundlich mit zerwühlter Oberfläche und leichte angepflügten Säume. Durchmesser 14 mdie erhaltene Höhe 1,3 m. | 28959863 | BW             |
| 53° 24′ 43″ N, 9° 42′ 23″ O | Moisburg 25, Grabhügel  | Flach gewölbt, breit, Mitte etwas eingesunken, schwach erkennbarer umlaufender Graben entlang des Hügelfußes und könnte auf eine abgegrabene Umfassung durch einen Steinkreis hinweisen. Durchmesser 15 m, erhaltene Höhe 1 m. | 28959864 | BW             |
| 53° 25′ 9″ N, 9° 42′ 47″ O  | Moisburg 26, Grabhügel  | Wuchtig, 17 m Durchmesser und 1,2 m erhaltene Höhe, Im Nordosten wurden Teile des Hügelfußes abgegraben. | 28959865 | BW             |
| 53° 25′ 7″ N, 9° 42′ 59″ O  | Moisburg 37, Landwehr   | Gut erhaltene Reste einer Landwehr laufen auf ca. 500 m Länge parallel zur heutigen Landstraße Immenbeck-Moisburg. Besteht aus einem Erdwall und zwei parallel verlaufenden Gräben. Der Wall erreicht eine Höhe ca. 1,4 m, der östl. Graben ist noch bis 0,2 m tief, das westliche Gegenstück erreicht eine maximale Tiefe von 0,6 m. Die Datierung ist unklar. Der Wall könnte bereits mit dem 1236 fixierten Grenzverlauf zwischen dem Herzogtum Braunschweig-Lüneburg und dem Erzbistum Bremen in Zusammenhang stehen. | 28959866 | BW             |
| 53° 25′ 16″ N, 9° 43′ 4″ O  | Moisburg 37, Landwehr   | | 35889591 | BW             |
| 53° 24′ 15″ N, 9° 41′ 48″ O | Moisburg 38, Wasserburg | Wasserburg, die möglicherweise schon 1244 erwähnt wird. 1322 wird eine Wasserburg des Ritter Conrad von Zülen urkundlich belegt. Ab 1342 war die Burg zunächst im Besitz der Welfen, wurde dann wiederholt verpfändet und diente besonders der Stadt Lüneburg als Sitz einer Vogtei und Sicherung ihres Territoriums nach Nordwesten. Weitere Besitzer waren die Herren von Oppershusen und Heinrich von der Wense. | 28952583 | Weitere Bilder |
| 53° 23′ 13″ N, 9° 43′ 18″ O | Moisburg 40, Grabhügel  | Ebenmäßig rund, gut abgesetzt, Durchmesser 14,5 m, erhaltene Höhe 0,95 m. | 28959960 | BW             |
| 53° 23′ 13″ N, 9° 43′ 19″ O | Moisburg 41, Grabhügel  | Ebenmäßig rund, gut abgesetzt, Durchmesser 18 m und erhaltene Höhe 1,35 m. | 28959858 | BW             |
| 53° 23′ 14″ N, 9° 43′ 20″ O | Moisburg 42, Grabhügel  | Abgeflacht, schwach abgesetzt, eine alte Eingrabung. Durchmesser 10 m, erhaltene Höhe 0,45 m. | 28959961 | BW             |
| 53° 23′ 16″ N, 9° 43′ 26″ O | Moisburg 43, Grabhügel  | Ebenmäßig rund, gut abgesetzt, im Zentrum eine Mulde, Teile des Hügelsaums durch verschiedene lineare Eingrabungen (Furchen, Gräben) gestört. 16,5 m Durchmesser, erhaltene Höhe 0,75 m. | 28959962 | BW             |
| 53° 23′ 15″ N, 9° 43′ 31″ O | Moisburg 52, Grabhügel  | Rund mit Einkuhlungen an der Oberfläche. Durchmesser 15 m, erhaltene Höhe 1,2 m. | 28959964 | BW             |